# Entre les mains de l'ennemi
Pour plus de détails, voir Fiche technique et Distribution.
Entre les mains de l'ennemi (In Enemy Hands), parfois titré en français U-Boat : Entre les mains de l'ennemi, est un film de guerre américain réalisé par Tony Goglio, sorti en 2004.

## Synopsis
Pendant la Seconde Guerre mondiale, après avoir passé des mois en mer, l'équipage de l'USS Swordfish (navire fictif, mais basé sur le navire réel de la guerre) intercepte et détruit enfin un U-Boot. Leur victoire est de courte durée, car ils sont eux-mêmes attaqués et quelques survivants se retrouvent prisonniers à bord d'un sous-marin allemand, le U-429 (également navire fictif, mais basé sur le navire réel). Américains et Allemands vont devoir se battre ensemble pour sauver leurs vies.

## Fiche technique
- Titre original : In Enemy Hands
- Titre français : Entre les mains de l'ennemi
- Réalisation : Tony Giglio
- Scénario : John E. Deaver et Tony Giglio
- Musique : Steven Bramson
- Costumes : Jean-Pierre Dorléac
- Pays d'origine : États-Unis
- Format : couleurs - 2,35:1 - Dolby Digital
- Genre : thriller, film de guerre
- Durée : 94 minutes
- Date de sortie : 2004

## Distribution
- William H. Macy (VF : Jacques Bouanich) : Nathan Travers, responsable du pont
- Til Schweiger (VF : David Krüger) : le capitaine de vaisseau Jonas Herdt
- Thomas Kretschmann (VF : Pierre-François Pistorio) : le premier officier de quart Ludwig Cremer
- Clark Gregg (VF : Patrick Béthune) : le commandant en second Teddy Goodman
- Scott Caan (VF : Alexandre Zambeaux) : le capitaine de corvette Randall Sullivan
- Rene Heger : le quartier-maître Klause
- Carmine Giovinazzo (VF : Stanislas Forlani) : Buck Cooper
- Jeremy Sisto (VF : Maurice Decoster) : Jason Abers
- A. J. Buckley : le médecin
- Sam Huntington : Virgil Wright
- Connor Donne : le lieutenant de vaisseau Bauer
- Ian Somerhalder (VF : Damien Witecka) : Danny Miller
- Gavin Hood (VF : Vincent Grass) : le commandant de l'Achilles, navire marchand britannique
- Sven-Ole Thorsen : Hans
- Patrick Gallagher (VF : Hervé Caradec) : Ox
- Lauren Holly (VF : Mélody Dubos) : Mme Rachel Travers
- Xander Berkeley (VF : Stefan Godin) : l’amiral Kentz
- Chris Ellis : le capitaine de vaisseau Samuel Littleton
- William Gregory Lee : le servant radar à bord de l’USS Logan
- Vanessa Branch : la secrétaire de l'amiral Kentz